# Виброизоляция
Виброизоляция (англ. vibration-isolation, vibration control) — это способность препятствия (виброизолятора, виброопоры) изолировать конструкцию (оборудование, механизм и т. п.) от распространяющейся по ней вибрации. Наличие вибрации нежелательно во многих областях техники, и принимаются специальные меры для её подавления. Вибрация распространяется за счёт механических волн, и некоторые среды проводят вибрацию более эффективно, чем другие. Численно виброизоляция оценивается ослаблением колебаний в защищаемом объекте после установки препятствия между точкой приема и районом расположения источника вибраций. Единица измерения — dB (децибел, дБ).

## Общие сведения
В системе, состоящей из массы и пружины, и в которой происходит равномерное или с ускорением движение массы, возникают колебания. Функцию пружины могут выполнять корпус, опора или рама транспортного средства. Колебания массы могут создавать шум и вибрацию, распространяемые по воздуху или через жесткие связи. Шум и вибрация, как правило, являются источниками дискомфорта и ускоряют процессы износа деталей машин и механизмов. Поэтому в технике принято бороться с шумом и вибрацией. 
Различают пассивную виброизоляцию, когда такой источник дополнительной энергии не применяют и активную виброизоляцию, когда используют энергию дополнительного источника.   
Виброизоляция является результатом действия двух процессов внутри препятствия — гашения и изоляции колебаний, которые обусловлены физическими свойствами материала препятствий, а также конструктивными особенностями самого препятствия. Любой материал, помимо основных характеристик, обладает свойствами гашения (демпфирования) или изоляции (снижения амплитуды, отражения) колебаний. К примеру, камень обладает 100 % демпфирующими свойствами и 0 % свойствами изоляции колебаний. Изоляция колебаний в колеблющейся системе обеспечивает плавное и комфортное снижение амплитуды колебаний, а гашение колебаний обеспечивает поглощение энергии колебаний. К примеру, стойка подвески легкового автомобиля состоит из пружины и амортизатора. В данном случае пружина выполняет функцию изолятора, а амортизатор — гасителя колебаний. 
Оборудование и механизмы имеют связь с окружающими объектами, по её типу различают виброизоляцию жесткой, опорной связи (опора, фундамент, рама транспортного средства) и неопорной связи (трубопровод, кабель).  
Виброизоляция фундаментов от вибраций, создаваемых машинами, либо амортизация - изоляция машин и приборов от фундамента, осуществляется при помощи упругих элементов, разделяющих фундамент и машину, которые образуют в сочетании с массой изолируемого объекта колебательную систему с одной степенью свободы, которая является запирающим фильтром. Амортизация эффективна при частотах, в несколько раз превышающих собственную частоту системы.   
Собственная частота {\displaystyle f_{0}} рассчитывается по величине статического прогиба {\displaystyle \delta } упругого элемента, нагруженного изолируемой массой:  
{\displaystyle f_{0}\approx {\frac {5}{\sqrt {\delta }}}}.  
Коэффициент ослабления вибраций амортизатором, представляющий собой отношение динамической силы, действующей на фундамент, к динамической силе, создаваемой машиной, рассчитывается как:  
{\displaystyle k={\frac {\sqrt {1+{\frac {4\mu ^{2}f^{2}}{f_{0}^{4}}}}}{\sqrt {\left(1-{\frac {f^{2}}{f_{0}^{2}}}\right)^{2}+{\frac {4\mu ^{2}f^{2}}{f_{0}^{4}}}}}}},  
где {\displaystyle f_{0}} — собственная частота колебательной системы из изолируемой массы и упругого элемента, {\displaystyle f} — частота вынужденных колебаний, {\displaystyle \mu } — коэффициент активных потерь в амортизаторе:  
{\displaystyle \mu ={\frac {f_{0}d}{2\pi }}},   
где {\displaystyle d} — логарифмический декремент затухания колебательной системы.  
При {\displaystyle f<f_{0}} амортизатор усиливает колебания, при {\displaystyle f>1,41f_{0}}, {\displaystyle k<1} — ослабляет.  

## Пассивная виброизоляция
На практике подавляющая часть виброизолирующей защиты осуществляется при помощи виброизоляторов (англ. vibration-isolator, antivibration part) — устройства для отражения и поглощения волн колебательной энергии, распространяющихся от работающего механизма или электрооборудования, которое устанавливается между телом, передающим колебания (механизмом), и телом защищаемым (фундаментом). 

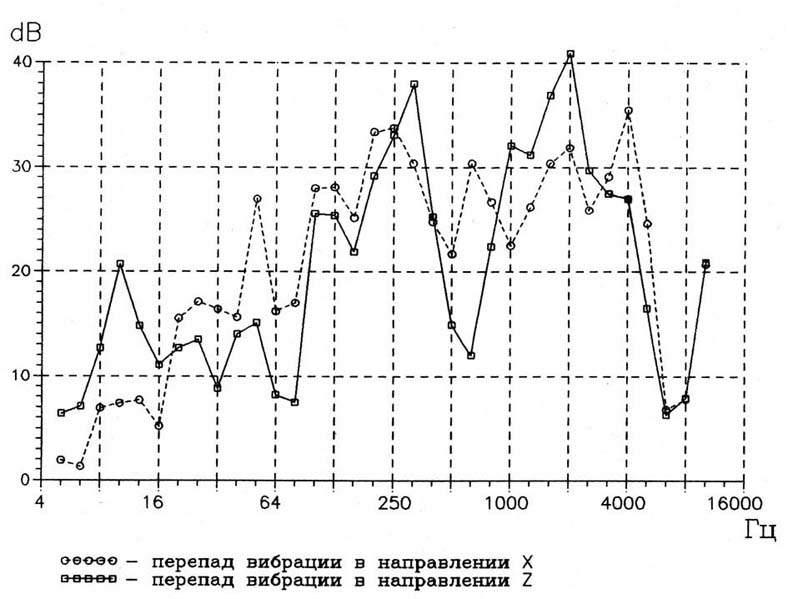
Зависимость перепада уровней вибрации до и после виброизолятора в диапазоне частот в двух направлениях.

Виброизолятор характеризуется передаточной функцией, то есть зависимостью перепада уровней вибрации до и после виброизолятора в широком диапазоне частот (на рисунке справа). 
Задачи, которые решаются при помощи виброизоляторов, включают, прежде всего, снижение структурных шумов и вибраций, а также демпфирования колебаний и ударов и предотвращения резонанса. Помимо этого, виброизоляторы могут применяться для компенсации перекосов и деформаций при монтаже и эксплуатации, для упрощения конструкции за счёт замена трения скольжения в шарнире на эластичную деформацию внутренних связей резинового слоя виброизолятора, а также являться частью кинематической схемы механизма, совершающего периодические колебания.
Существует два условия, позволяющих виброизолятору эффективно выполнять свою функцию: во-первых, отсутствие трения скольжения в соединении эластомера с металлом - решается посредством вулканизации; во вторых, эластомер должен обладать свойством поглощать энергию вибрации, не разрушаясь при этом.

### Виды виброизоляторов

#### Виброизоляция опорной связи
1. Резинометаллические опоры (коническая, круглая, плоская, клиновидная, сферическая, приборная, бочкообразная, и др).
2. Резинометаллические пружины (коническая, плоская, многослойная, шевронная и др).
3. Гидроопоры, в том числе, с переменной жесткостью, гидровтулки.
4. Сайлентблоки, обрезиненные втулки.
5. Вспомогательные опоры (прорезиненные упорные шайбы).
6. Резинометаллические упоры и буфера.
7. Резинометаллические опоры трубопроводов.
8. Детали машин и механизмов с функцией виброизоляции (например, звездочка или зубчатое колесо с промежуточным слоем резины между венцом и втулкой, рычаги и др).

#### Виброизоляция неопорной связи
Виброизоляция неопорной связи (трубопровод) осуществляется гибкими шлангами, а также реализована в устройстве, называемом виброизолирующий патрубок, который представляет собой часть трубы с упругими стенками для отражения и поглощения волн колебательной энергии, распространяющихся от работающего насоса по стенке трубопровода. Устанавливается между насосом и трубопроводом.
На иллюстрации представлено изображение виброизолирующего патрубка серии «ВИПБ».
В конструкции патрубка использована резиновая оболочка, которая армирована пружиной. Свойства оболочки подобны оболочке виброизолятора. Имеет устройство, которое обеспечивает безраспорность от сил внутреннего давления среды в трубопроводе.

##### Динамический гаситель колебаний
Гаситель — механическая колебательная система с резонансной частотой, совпадающей с частотой вибраций, подлежащих ослаблению; при креплении гасителя к вибрирующей части конструкции в нём возбуждаются колебания в противофазе с колебаниями конструкции, что приводит к их ослаблению на 10-20 дБ. Гаситель ослабляет вибрации только одной частоты, или полосы частот, кроме того, возможно резкое усиление колебаний на боковых резонансных частотах, возникающих в результате совместного колебания механизма и гасителя, что ограничивает их применение.

### Примеры использования виброизоляторов
— крепление двигателя внутреннего сгорания и кабины к раме транспортного средства;
 — крепление деталей подвески автомобиля (амортизатор, рычаг и др).
 — соединение моста трактора с рамой;
 — крепление узлов и агрегатов ветроэнергетической установки к гондоле;
 — установка машин и механизмов на основание посредством виброизоляторов;
 — крепление чувствительных к тряске и вибрации приборов к основанию;
 — торсионные шарниры;
 — крепление буксового узла к раме железнодорожной тележки;
 — крепление железнодорожного вагона к раме тележки;
 — шарниры в сложных пространственных механизмах и др.

Виброизоляторы:
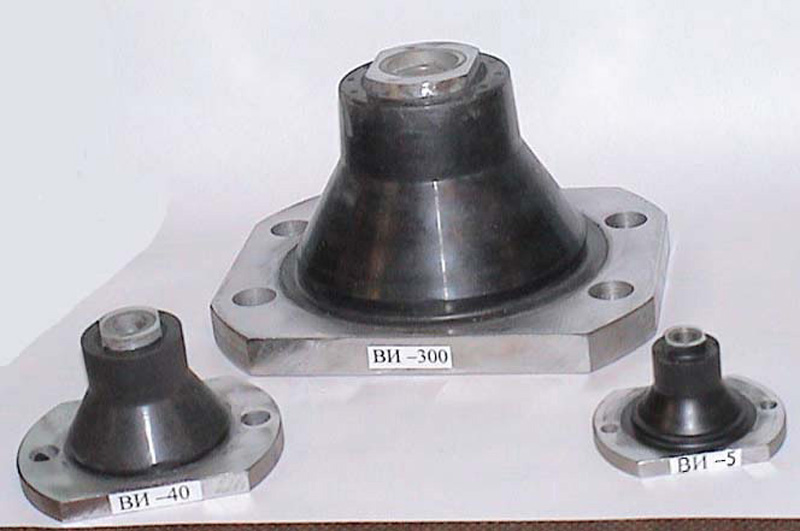
резинометаллические типа ВИ
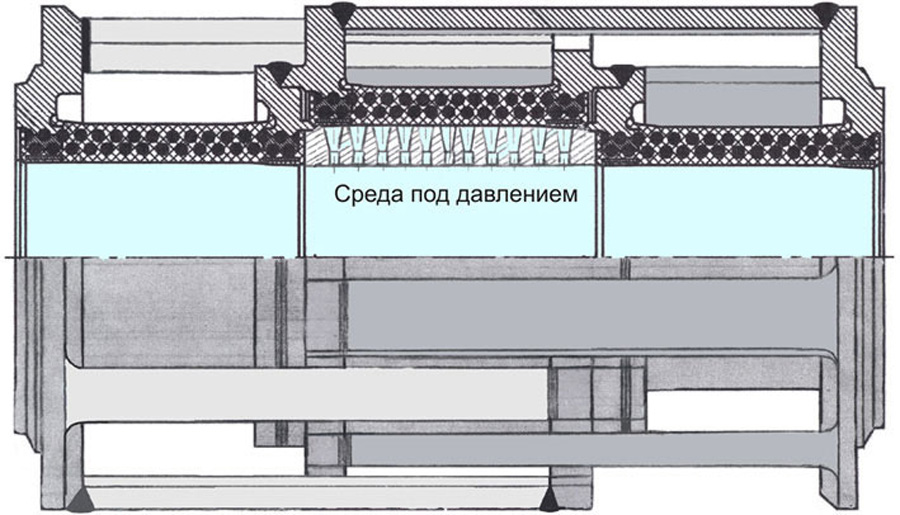
схема виброизолирующего патрубка ВИПБ
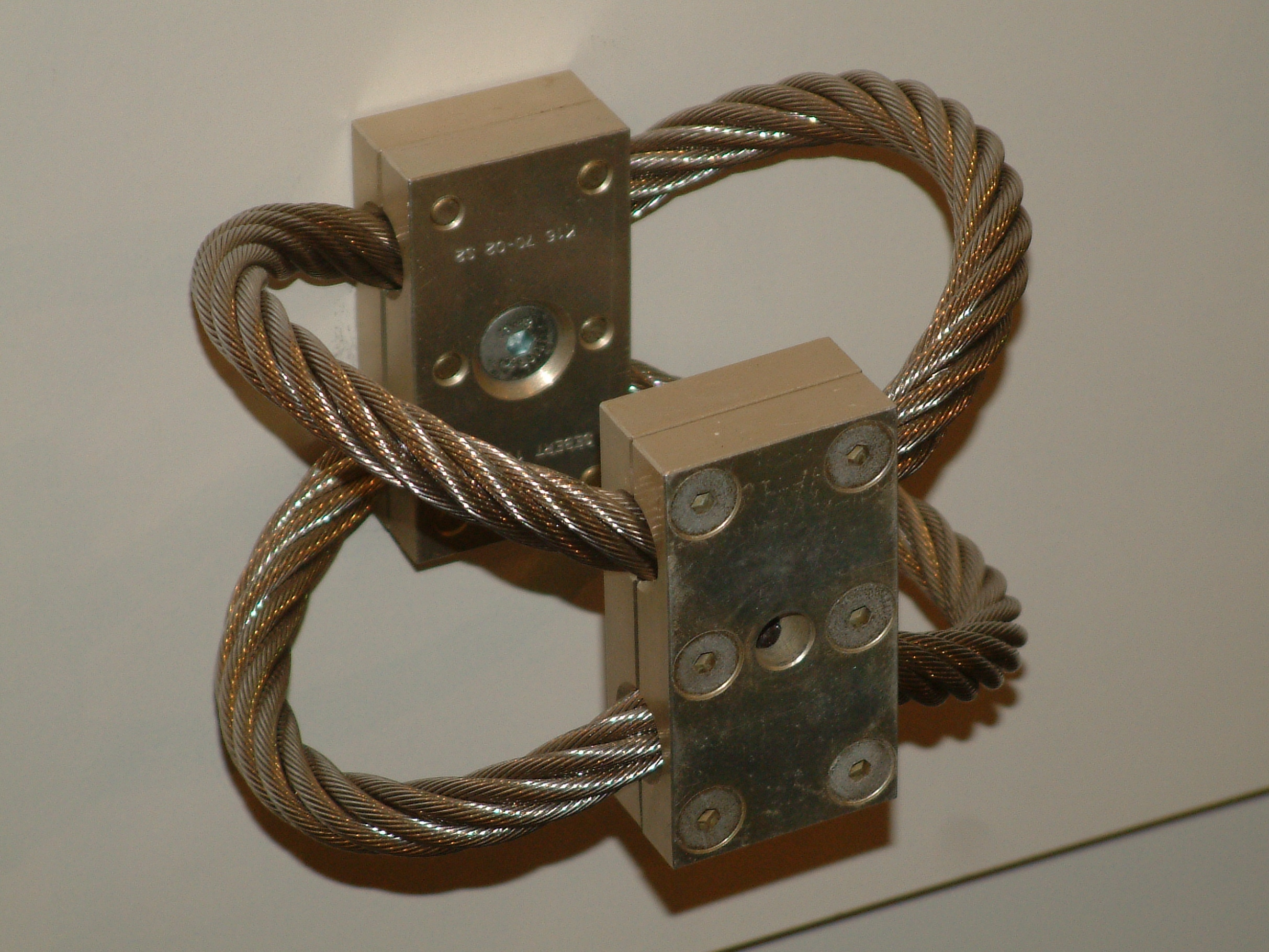
тросовый
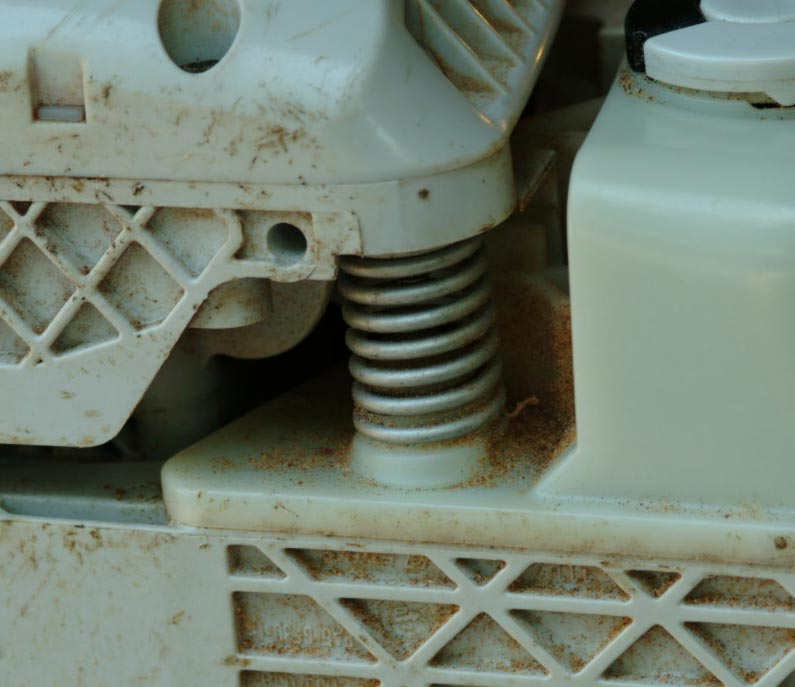
пружинный

На иллюстрации выше представлено изображение виброизоляторов серии «ВИ», которые применяются в судостроении России, например, на подводной лодке «Санкт-Петербург». Показаны «ВИ» с допускаемыми нагрузками 5, 40 и 300 кг. Они отличаются размерами, но имеют подобную конструкцию. В конструкции использована резиновая оболочка, которая армирована пружиной. Резина и пружина прочно соединены в процессе превращения сырого каучука в резину методом вулканизации. Под действием весовой нагрузки механизма оболочка деформируется, причем витки пружины сжимаются или раздвигаются. При этом в поперечном сечении пруток пружины, скручиваясь, взаимодействует с материалом оболочки, вызывая в ней деформации сдвига. Известно, что виброизоляция в принципе не может осуществляться без наличия вибропоглощения. А величина деформации сдвига в упругом материале виброизолятора является определяющей для оценки эффективности вибропоглощения. При действии вибрации или ударных нагрузок деформации увеличиваются, являясь при этом циклическими, что значительно усиливает эффективность данного устройства. В верхней части конструкции предусмотрена втулка, а в нижней фланец, с помощью которых виброизолятор крепится к механизму и фундаменту.

## Активная виброизоляция
Системы активной виброизоляции содержат, кроме пружины, цепь обратной связи, которая состоит из датчика, например — пьезоэлектрического акселерометра или геофона, контроллера и привода. Показания акселерометра (вибрации) обрабатываются схемой управления и усиливаются. Затем сигнал подается на электромагнитный привод. В результате такое подавление вибраций дает лучший результат, чем обычное демпфирование.

### Датчики
- Пьезоэлектрические акселерометры и датчики силы
- МЭМС акселерометры
- Геофоны
- Датчики расстояния
- Интерферометры

### Приводы для активной изоляции
- Линейные двигатели
- Пневматические приводы
- Пьезоэлектрические двигатели